# Port de Baisha

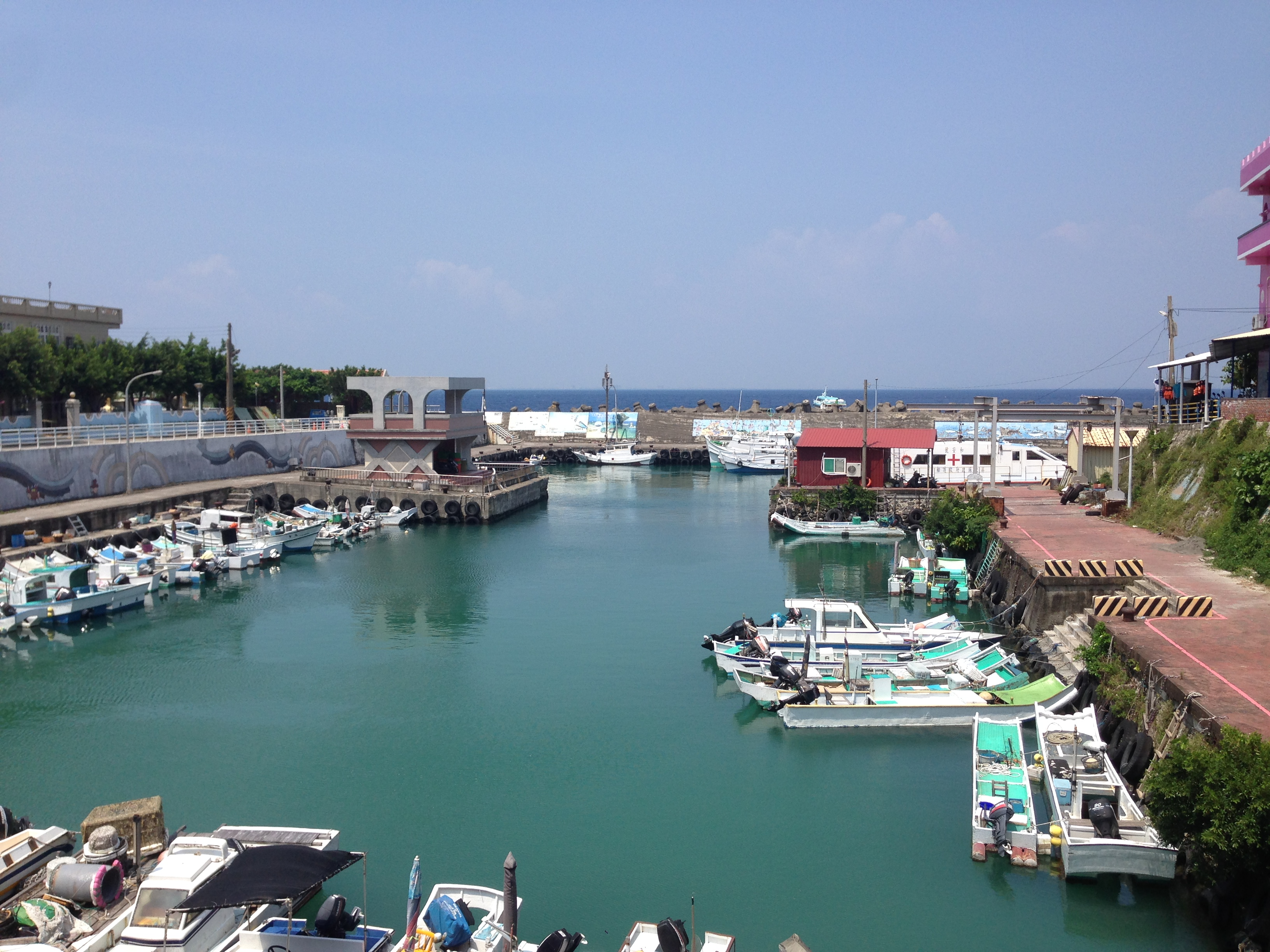
Vue sur le port de Baisha

Le port de Baisha (chinois traditionnel: 白沙港 ; pinyin: Báishā gǎng) est un port du canton de Liuqiu dans le comté de Pingtung à Taïwan. C'est le port principal pour les gens qui entrent et sortent de Lamay. 

## Installations
Le port est équipé d'un centre d'informations touristiques et d'autres services de bateaux, tels que bateaux de tourisme, bateaux à fond de verre, etc. 

## Transport
Le port dessert des ferries pour le canton de Donggang sur l'île de Taiwan. 